# Connaraceae
Connaraceae, biljna porodica u redu Ceceljolike (Oxalidales). Priznato je preko 240 vrsta uspravnog grmlja i drveća. Porodica je ime dobila po rodu Connarus raširenog po tropskim područjima Amerike, Afrike, južne Azije i Queenslandu u Australiji.

## Opis
Connaraceae uključuje drveće, grmlje, a posebno lijane iz tropskih krajeva, osobito u Starom svijetu. Mnoge od 180 vrsta iz 12 rodova su otrovne; imaju perasto složene listove i folikularne plodove koji sadrže crvene ili narančaste sjemenke. Pantropski Connarus i Rourea čine većinu vrsta. Malezijski Cnestis platantha ima jestive sjemenke. Srednjoamerička Rourea glabra koristi se za štavljenje tamnoplave ili ljubičaste životinjske kože. Medicinski se koriste vrste Agelaea; na primjer, A. villosa se koristi u zapadnoj Africi za liječenje dizenterije, a A. emetica se koristi na Madagaskaru za izazivanje povraćanja.
Porodica je opisana u Narrative of an Expedition to Explore the River Zaire 431. 1818.

## Rodovi
1. Familia Connaraceae R.Br. (244 spp.)
  1. Subfamilia Connaroideae Gilg
    1. Connarus L. (99 spp.)
    2. Ellipanthus Hook. fil. (7 spp.)
    3. Hemandradenia Stapf (2 spp.)
    4. Burttia Baker fil. & Exell (1 sp.)
    5. Vismianthus Mildbr. (2 spp.)

  2. Subfamilia Jollydoroideae Gilg
    1. Tribus Jollydoreae (Gilg) Lemmens
      1. Jollydora Pierre (4 spp.)

    2. Tribus Manoteae Lemmens
      1. Manotes Sol. ex Planch. (5 spp.)

    3. Tribus Cnestideae Planch.
      1. Cnestis Juss. (15 spp.)
      2. Pseudoconnarus Radlk. (5 spp.)
      3. Agelaea Sol. ex Planch. (10 spp.)
      4. Castanola Llanos (1 sp.)
      5. Cnestidium Planch. (4 spp.)
      6. Rourea Aubl. (85 spp.)